# 新野親良
新野 親良（にいの ちかよし）は、幕末の近江国彦根藩の一門家老。井伊直弼の異母兄。詩文や書画に巧であった。

## 経歴
文化5年（1808年）3月6日、彦根藩第11代藩主井伊直中の十男として生まれた。生母は井伊家の家女で近衛家家士の山田小右衛門清伯の娘。同年3月に筆頭家老の木俣守易の養子となり、木俣中守と名乗る。
文政13年（1830年）10月15日、藩祖井伊直政の恩人の新野左馬助親矩の家を再興し、2000石で別家する。実弟の井伊直弼と同じく長野義言に師事し、直弼が第15代藩主となると、嘉永4年（1852年）には家老となり藩主、幕府大老の弟を支えた。
安政7年（1860年）3月に桜田門外の変で直弼が暗殺されて後は、息子の河手良貞（武節貫治）や甥の井伊亮寿（貫名亮寿）（井伊中顕の子）らと共に、少年藩主の井伊直憲を補佐した。万延元年（1860年）12月、弘道館御用係、後に弘道館総裁を務める。元治元年（1864年）の禁門の変では藩兵を率いて御所を守護した。
明治維新の後、明治2年（1872年）に彦根藩大参事となる。明治8年（1875年）6月10日に死去。享年68。